# NGC 815
NGC 815 is twee interactieve compacte sterrenstelsels in het sterrenbeeld Walvis. Het hemelobject werd in 1886 ontdekt door de Amerikaanse astronoom Ormond Stone.

## Synoniemen
- PGC 906183